# Quinten Simons
Quinten Simons (9 september 1999) is een Belgisch voetballer die sinds 2021 voor KFC Zwarte Leeuw speelt. Hij speelde in 2019 vier wedstrijden in de Proximus League, voor KFCO Beerschot-Wilrijk.

## Carrière

### Jeugd
Vanaf 2005 speelde Simons in de jeugdopleiding van Germinal Beerschot, dat later Beerschot AC werd. In 2013, bij het faillissement van Beerschot, verliet Simons de club en trok naar KV Mechelen, waar hij bleef tot in 2018. 

### Beerschot
In 2018 haalde KFCO Beerschot-Wilrijk Simons terug naar het Kiel, om er bij de beloften van coach Hernán Losada te gaan voetballen. Beerschot-Wilrijk speelde op dat moment met hoofdcoach Stijn Vreven in Eerste klasse B, die toen de Proximus League heette. 
In april 2019 haalde Vreven Simons bij de A-kern om blessureleed in de verdediging op te vangen. Op 13 april 2019 maakte Simons daarop zijn debuut in het eerste elftal van Beerschot-Wilrijk in de Play-Off II-wedstrijd tegen KAS Eupen. Hij startte in de basis en werd in minuut 86 gewisseld. Beerschot-Wilrijk won de wedstrijd in het Olympisch Stadion met 2-0.
In de daaropvolgende wedstrijden in Play-Off II mocht Simons zich nog enkele keren tonen. Op 28 april 2019 mocht Simons op STVV invallen in minuut 84, voor Tarik Tissoudali. Op 11 mei, thuis tegen Charleroi, mocht Simons vervolgens invallen in minuut 66. In de voorlaatste wedstrijd van POII, op 15 mei, mocht Simons tegen Eupen opnieuw starten. Hij werd in minuut 75 vervangen. 
De wedstrijd in Eupen aan het einde van het seizoen 2018/19 was ook meteen zijn laatste optreden voor Beerschot-Wilrijk. In het daaropvolgende seizoen kwam Simons niet meer in actie voor het eerste elftal van de Mannekes.

### Rupel Boom
In 2020 verliet Simons Beerschot om voor Rupel Boom in de Eerste nationale te gaan voetballen, de hoogste Belgische amateurreeks. De competitie werd echter al na de tweede speeldag stopgezet omwille van de coronapandemie.

### Zwarte Leeuw
Na één seizoen in Boom trok Simons in 2021 naar KFC Zwarte Leeuw, dat in de Derde afdeling speelt. Bij de Leeuwen draagt Simons rugnummer 5.

## Statistieken
| Seizoen | Club                   | Land   | Competitie       | Competitie | Competitie | Beker van België | Beker van België | Totaal | Totaal |
| Seizoen | Club                   | Land   | Competitie       | Wed.       | Dlp.       | Wed.             | Dlp.             | Wed.   | Dlp.   |
| ------- | ---------------------- | ------ | ---------------- | ---------- | ---------- | ---------------- | ---------------- | ------ | ------ |
| 2018/19 | KFCO Beerschot-Wilrijk | België | Proximus League  | 4          | 0          | 0                | 0                | 4      | 0      |
| 2019/20 | K Beerschot VA         | België | Proximus League  | 0          | 0          | 0                | 0                | 0      | 0      |
| 2020/21 | K Rupel Boom FC        | België | Eerste nationale | 0          | 0          | 0                | 0                | 0      | 0      |
| 2021/22 | KFC Zwarte Leeuw       | België | Derde afdeling   | 27         | 0          | 5                | 0                | 32     | 0      |
| 2022/23 | KFC Zwarte Leeuw       | België | Derde afdeling   | 21         | 2          | 3                | 0                | 24     | 2      |
| 2023/24 | KFC Zwarte Leeuw       | België | Derde afdeling   | 16         | 0          | 1                | 0                | 18     | 0      |
| 2024/25 | KFC Zwarte Leeuw       | België | Derde afdeling   | 0          | 0          | 0                | 0                | 0      | 0      |
| Totaal  | Totaal                 | Totaal | Totaal           | 68         | 2          | 9                | 9                | 78     | 2      |